# 31 (film)
31 è un film del 2016 diretto da Rob Zombie.

## Trama
31 ottobre 1976. Tra le lande desolate e le sterpaglie aride del Texas, un gruppo di intrattenitori ambulanti - Levon, Venus, Roscoe, Charly e Panda - viene rapito da un'associazione composta da tre potenti e ricchi signori col desiderio di coinvolgere i malcapitati in un gioco mortale, che terminerà alle prime luci dell'alba, in cui dovranno affrontare vari personaggi psicopatici armati. I Signori seguono il gioco, scommettendo tra loro e aggiornando le quote mano mano.
Il primo a comparire è Sick-Head, un nano spagnolo, che riesce a ferire a morte Levon prima di essere colpito da Venus con una mazza chiodata e finito da Charly. Il gruppo arriva in una stanza piena di cibo e lo consumano senza problemi, sapendo che i Signori non vogliono ucciderli così, per scoprire che la carne servita è del loro amico Levon.
Arrivano in un'altra stanza dove trovano una donna torturata e legata. Venus cerca di liberarla attivando un meccanismo che isola la stanza. Escono fuori Schizo-Head e Psycho-Head, armati di motoseghe, che li aggrediscono. I due vengono uccisi dal gruppo riuscendo solo a ferire Roscoe. I Signori, vedendo le abilità e capacità di resistenza dei 4 rimasti, per chiudere il gioco, decidono di richiamare il sadico Doom-Head, habitué di 31 ma che stavolta aveva deciso inizialmente di defilarsi.
Nel frattempo anche i successivi cacciatori Death-Head e Sex-Head vengono uccisi riuscendo però ad eliminare Panda.
Liquidata una prostituta con cui stava avendo un rapporto sessuale, Doom-Head entra in scena quando mancano poco più di 4 ore alla fine del gioco. Uccide facilmente Venus e si mette alla ricerca di Roscoe e Charly. I due trovano una via di fuga ma solo Charly, esile, può passarci. Roscoe agevola la fuga di Charly e impegna Doom-Head, cadendo sotto i suoi colpi. Nel frattempo, si aprono le porte del luogo dove i reduci sono bloccati ma Doom-Head riesce ugualmente a intercettare Charly. La colpisce alla fronte ma quando sta per finirla gli viene intimato di lasciarla libera perché il gioco è finito e Charly è la prima a sopravvivere, venendo rilasciata.
Doom-Head non ci sta e poco più tardi raggiunge Charly, pronto a portare a termine il suo lavoro.

## Distribuzione
Presentato in anteprima al Sundance Film Festival il 23 gennaio 2016, è stato proiettato limitatamente negli Stati Uniti dal 16 settembre successivo. In Italia la versione doppiata è stata distribuita da Koch Media per il mercato home video con il divieto ai minori di 18 anni il 6 aprile 2017. L'unica proiezione pubblica è stata al Fi Pi Li horror festival 2017 di Livorno.

## Accoglienza

### Critica
Il film ha ricevuto recensioni miste; sul sito Rotten Tomatoes il film ha un indice di apprezzamento del 50%, calcolato su 34 recensioni con un voto medio di 5,4/10, mentre su Metacritic detiene un punteggio di 35/100, calcolato su 13 recensioni.